# 天安聖居山慰礼城
天安聖居山慰礼城（チョナン・ソンゴサン・ウィレソン、朝鮮語: 천안 성거산 위례성）は忠清南道天安市東南区北面、慰礼山頂上にある山城である。1998年7月25日、大韓民国の忠清南道の記念物第148号に指定された。
この山城は海抜525.9mである慰礼山頂上に築き上げている縁山式山城で、周囲は950m程である。城壁は、土石混築工法の2重構造で成り立っている。
土と石を混合して築いた部分は、自然岩盤を平坦に均した後、1.5m幅に2列に石を平行に積み重ね、その上に土と砂利および瓦のかけらを混ぜて築いた。現在残っている城壁の高さは1.5m程である。石で築いた城壁は傾斜が急な40m区間にだけ残っているが、主として自然割石で築いてあって、現在、高さ4m程である。
この城は『三国遺事』の記録によって、百済の都邑地だった慰礼城と見なされることもあったが、都邑城だと見るよりは、国防のための山城と見られていて、築いた時期も三国時代後期と推定される。

## 参考資料
- 天安聖居山慰礼城 - 大韓民国文化財庁国家文化遺産ポータル  ※この文書には文化財庁からコンゴンヌリCategory 1として配布した国家文化遺産ポータルの内容を基礎に作成された文が含まれています。

座標: 北緯36度52分45秒 東経127度15分05秒 / 北緯36.87911度 東経127.25133度